# Тубуайцы
Тубуайцы — полинезийский народ, населяющий острова Тубуаи. Численность народа составляет примерно 15 тыс. человек.

## Язык
Основным языком тубуайцев является язык тубуаи восточно-австронезийской группы австронезийской семьи. Также распространен французский.

## Происхождение и социальное устройство
Предположительно заселение островов Тубуаи в период между 700—1100 годами. Наиболее вероятным источником переселенцев считаются острова Кука и Туамоту. Ранее тубуайцы жили патрилинейными родами, возглавляемыми вождями. Вожди нередко совмещали и светские и религиозные функции. Престолонаследие происходило не только по мужской, но и по женской линии.

## Религия
Часть тубуайцев христиане (протестанты и католики), часть придерживается традиционных верований.

## Быт и традиционные занятия
Основные занятия тубуайцев — ручное земледелие и рыболовство, кроме того присутствует, привезенное европейцами животноводство, в частности развито разведение свиней и домашних птиц. Современные тубуайцы также заняты в производстве копры и ванили. У тубуайцев развита резьба по дереву, орнаментация для украшения домов, весел.